# Pierre Trudel (juriste)
Pour les articles homonymes, voir Pierre Trudel et Trudel.
Pierre Trudel (né en 1952) est un juriste, un professeur de droit et un chroniqueur québécois. De 1990 à 1995, il a dirigé le Centre de recherche en droit public de l'Université de Montréal. Il est notamment connu du grand public comme chroniqueur régulier du journal Le Devoir et auparavant dans Le Journal de Montréal.

## Carrière et publications
Pierre Trudel a participé à la Commission scientifique et technique indépendante sur la reconnaissance de la liberté académique dans le milieu universitaire, pour laquelle il a rédigé un des mémoires sélectionnés.
Il est l'auteur de plusieurs livres et publications concernant le droit des médias, le droit de l'information et le droit du cyberespace, des domaines de droit où il est considéré comme étant l'expert canadien.
Il a été invité à l'émission Tout le monde en parle car il a fait partie d'un groupe de travail du gouvernement Justin Trudeau concernant la crise des médias à l'époque de Netflix et Facebook. Il a aussi été l'invité à l'émission de télévision Repenser le monde en tant qu'expert juridique sur la liberté d'expression.
Pierre Trudel est professeur titulaire au Centre de recherche en droit public (CRDP) de la Faculté de droit de l’Université de Montréal. Depuis 2017, il est membre de la Société royale du Canada. Membre du Barreau du Québec depuis 1977, il a été professeur invité aux Universités Laval (Québec), Paris II (Panthéon-Assas) et Namur (Belgique). De 1985 à 1988, il a été directeur de la recherche du Groupe de travail fédéral sur la politique de radiodiffusion. De 1990 à 1995, il a été directeur du Centre de recherche en droit public de l’Université de Montréal. Il a été chercheur associé au CEFRIO, il est membre du Conseil du Centre d’études sur les médias.  Il est chroniqueur régulier au journal Le Devoir.
Entre 1996 et 2000, dans le cadre de projets de coopération sur le développement des médias en Afrique de l’Ouest, il a enseigné à l’Université Nationale du Bénin, à l’Université de Conakry et a dispensé des formations au Mali, en Côte d’Ivoire et au Burkina Faso.
De 2003 à 2015, il a été le premier titulaire de la Chaire L.R. Wilson sur le droit des technologies de l’information et du commerce électronique. En 2018, le Gouvernement du Canada l’a désigné comme membre du groupe d’experts chargé de la révision des lois sur la radiodiffusion et des télécommunications. Depuis 2020, il est membre du Comité de Commission sur la liberté académique de la Fédération québécoise des professeures et professeurs d'université (FQPPU).  En 2022, il a co-présidé un groupe pan-canadien d’experts sur la sécurité et les contenus préjudiciables en ligne sous les auspices du Ministère du Patrimoine canadien.

## Ouvrages publiés (liste partielle)
- Pierre TRUDEL, Droits, libertés et risques des médias, Presses de l’Université Laval, 2e trimestre 2022, 306 p.
- Florian Sauvageau, Simon Thibault et Pierre Trudel, Les fausses nouvelles nouveaux visages, nouveaux défis, Québec, Presses de l'Université Laval, 2018, 268 p. §  Daniel GIROUX et Pierre TRUDEL (dir.),
- La régulation du travail journalistique dans dix pays dont le Canada, Québec, Centre d’études sur les médias, 2014
- Pierre TRUDEL, Introduction à la loi concernant le cadre juridique des technologies de l'information, Cowansville, Éditions Yvon Blais, 2012. §  Vincent GAUTRAIS et Pierre TRUDEL, Circulation des renseignements personnels et Web 2.0, Montréal, Éditions Thémis, 2010
- Pierre TRUDEL et Michèle JEAN (dir.), La malréglementation : Une éthique de la recherche est-elle possible et à quelles conditions ?, Montréal, PUM, 2010.
- Karim BENYEKHLEF et Pierre TRUDEL (dir.), État de droit et virtualité, Montréal, Éditions Thémis, 2009.
- Florian SAUVAGEAU, David SCHNEIDERMAN, David TARAS, Ruth KLINKHAMMER and Pierre TRUDEL, The Last Word Media Coverage of the Supreme Court of Canada, Vancouver, Toronto, UBC Press, « Law and Society Series », 2005, 260 p.

## Prix
- Prix Walter-Owen du Barreau canadien[6]
- Prix de la Fondation du Barreau du Québec [7]